# Andrée Feix
Andrée Feix est une réalisatrice et monteuse française née le 15 février 1912 à Paris et morte le 12 mars 1987 à Évry. 

## Biographie
Andrée Feix fut la première épouse du réalisateur Marcel Camus.

## Filmographie

### Réalisatrice
- 1946 : Il suffit d'une fois
- 1947 : Capitaine Blomet

### Monteuse
- 1933 : Âme de clown de Marc Didier
- 1934 : La Maison du mystère de Gaston Roudès
- 1934 : Le Petit Jacques de Gaston Roudès
- 1934 : Flofloche de Gaston Roudès
- 1951 : Le voyage en Amérique de Henri Lavorel
- 1953 : Kœnigsmark de Solange Térac
- 1953 : Au diable la vertu de Jean Laviron
- 1953 : Légère et court vêtue de Jean Laviron
- 1954 : Soirs de Paris de Jean Laviron
- 1954 : Votre dévoué Blake de Jean Laviron
- 1959 : Orfeu Negro de Marcel Camus
- 1959 : Les Trois Mousquetaires, dramatique télévisée de Claude Barma
- 1960 : Os Bandeirantes de Marcel Camus
- 1962 : L'Oiseau de paradis de Marcel Camus
- 1965 : Le Chant du monde de Marcel Camus
- 1968 : Vivre la nuit de Marcel Camus
- 1970 : Un été sauvage de Marcel Camus
- 1970 : Le Mur de l'Atlantique de Marcel Camus
- 1973 : Molière pour rire et pour pleurer de Marcel Camus (feuilleton TV)
- 1975 : Otalia de Bahia de Marcel Camus

### Assistante réalisatrice
- 1943 : L'Homme de Londres d'Henri Decoin
- 1943 : Je suis avec toi d'Henri Decoin
- 1946 : Étoile sans lumière de Marcel Blistène
- 1946 : Fille du diable d'Henri Decoin
- 1951 : Clara de Montargis d'Henri Decoin

### Scripte
- 1940 : De Mayerling à Sarajevo de Max Ophüls
- 1942 : Dernier Atout de Jacques Becker
- 1945 : La Fiancée des ténèbres de Serge de Poligny